# Augusta-Charlotte de Hanovre
Augusta-Charlotte de Hanovre (31 juillet 1737 – 23 mars 1813) est une princesse britannique, petite-fille de George II et sœur aînée de George III. Elle s'est mariée au sein de la maison ducale de Brunswick-Lunebourg, dont elle faisait déjà partie de par sa naissance. Sa fille Caroline a épousé George IV.

## Jeunesse

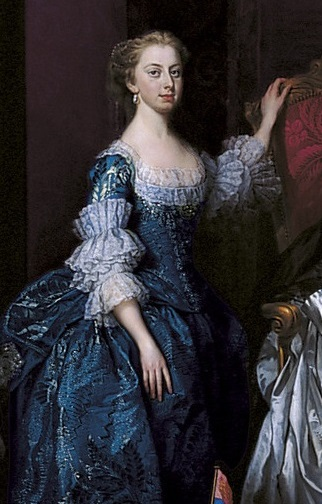
Augusta à l'âge de 14 ans, portrait de George Knapton.

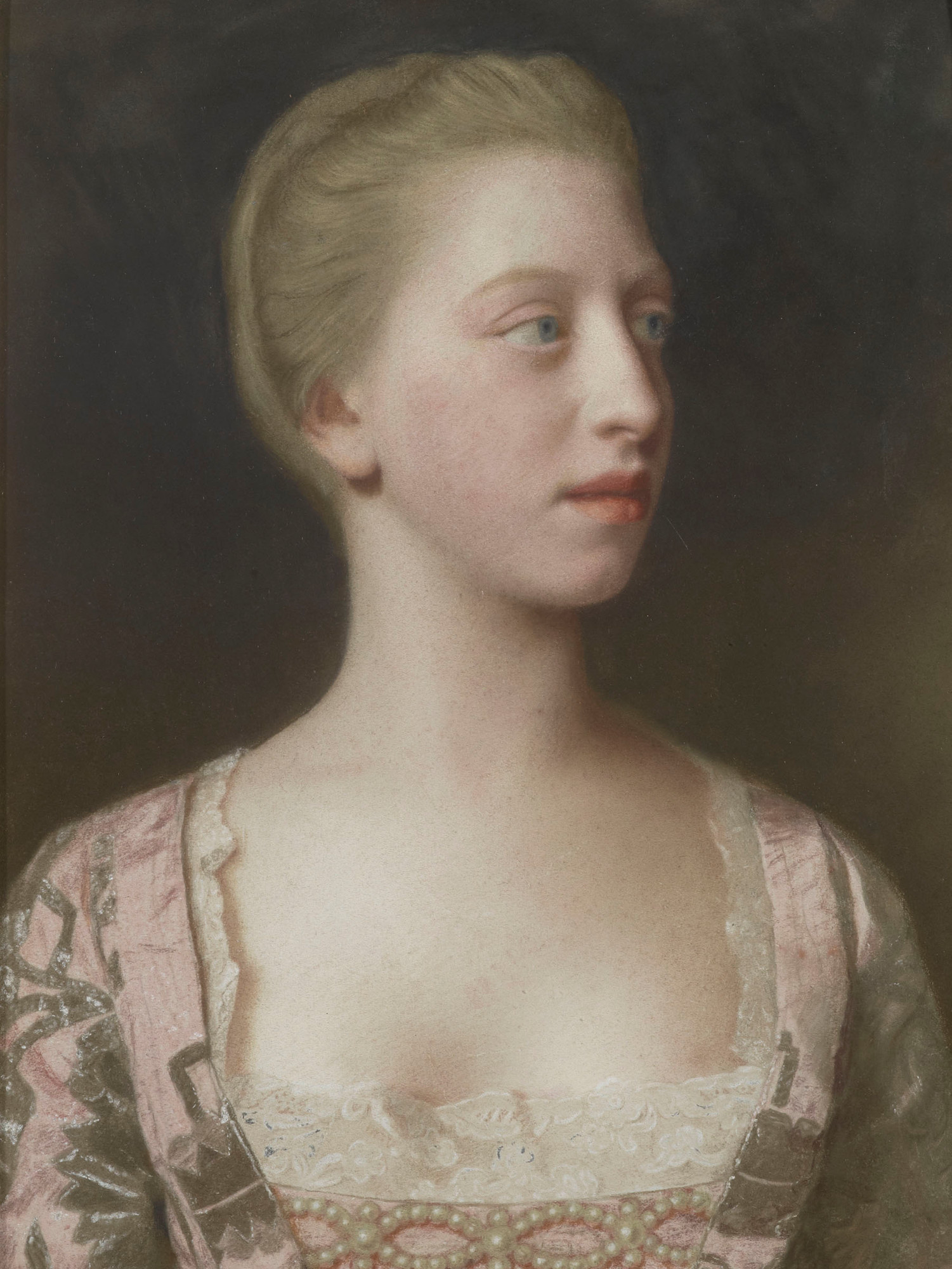
Augusta Charlotte à l'âge de 17 ans, portrait de Liotard.

Augusta Charlotte de Hanovre est née à Londres au St. James's Palace. Son père est Frédéric de Galles, fils aîné du roi George II et de la reine Caroline d'Ansbach et sa mère est la princesse de Galles, Augusta de Saxe-Gotha-Altenbourg. À sa naissance, elle est en seconde place de l'ordre de succession au trône britannique derrière son père, ce qui changera l'année suivante en 1738 avec la naissance de son frère cadet George.
Elle est baptisée cinquante jours plus tard au St. James's Palace par l'archevêque de Cantorbéry John Potter. Ses parrains et marraines sont son grand-père paternel (c'est-à-dire le roi, représenté par son Lord Chambellan, le duc de Grafton Charles FitzRoy), et ses grands-mères la reine Caroline et Madeleine-Augusta d'Anhalt-Zerbst (également représentées par des mandataires). Le jour de son troisième anniversaire eut lieu à Cliveden dans le Buckinghamshire la première représentation publique de Rule, Britannia!.
Augusta reçoit une bonne éducation. Elle n'est pas décrite comme étant particulièrement belle.
Dans les années 1761-1762, un projet de mariage avec le prince de Brunswick est discuté, mais les négociations s'éternisent car sa mère n'apprécie pas la maison Brunswick. Le mariage est finalement conclu essentiellement parce qu'Augusta n'était guère appréciée de sa mère, qui a finalement cherché à l'éloigner de la cour.
Le 16 janvier 1764, Augusta épouse Charles-Guillaume-Ferdinand de Brunswick-Wolfenbüttel à la Chapel Royal du St James's Palace. Elle quitte l'Angleterre le 26 depuis le port d'Harwich.

## Vie dans le Duché de Brunswick

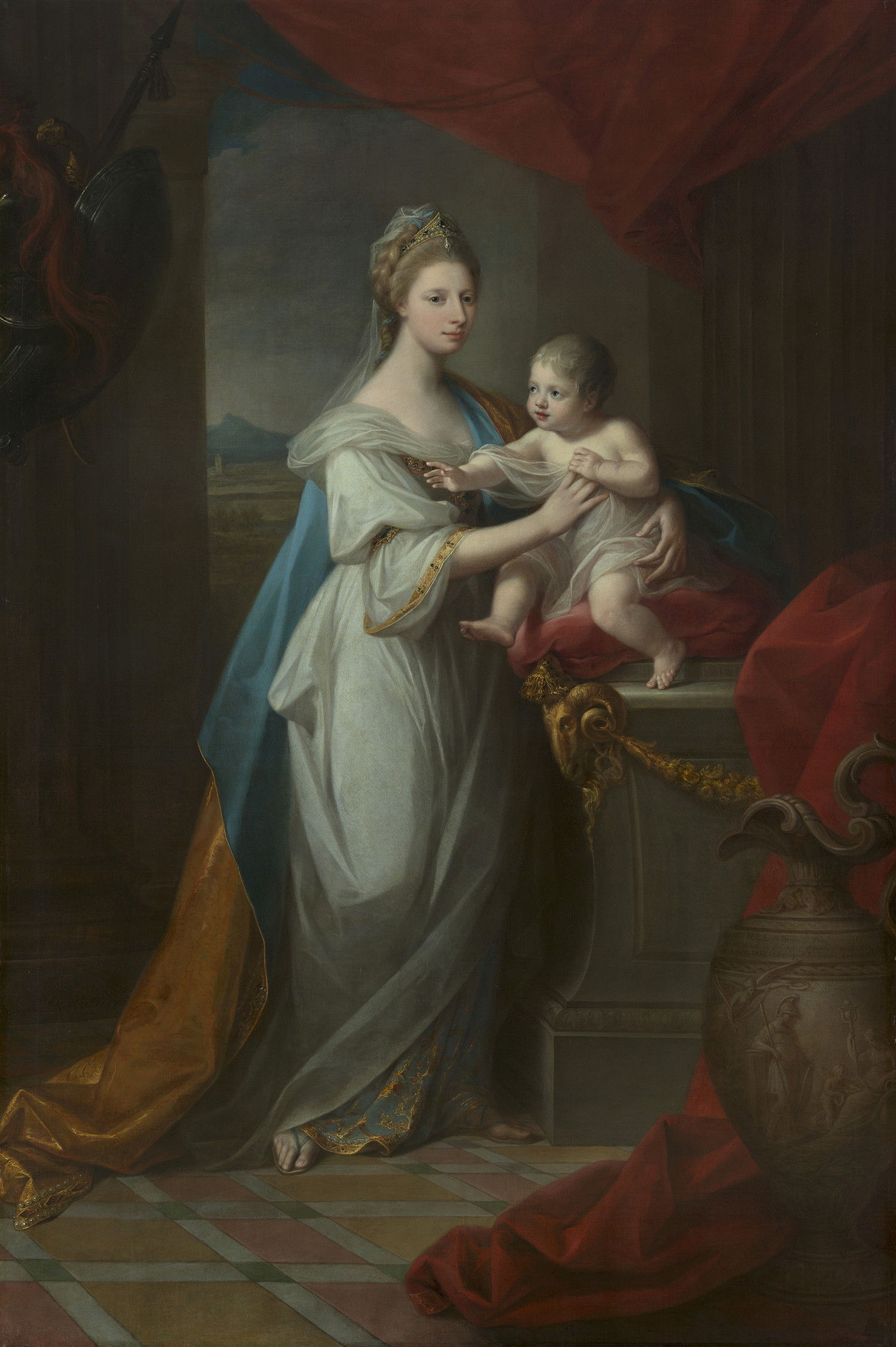
Portrait d'Augusta Charlotte par Angelica Kauffmann, 1767; Royal Collection, Londres

Augusta ne s'est jamais complètement adaptée à son nouveau cadre de vie dans le duché de Brunswick, et ce à cause de son patriotisme britannique et son dédain pour ce qui se passe « à l'est du Rhin ». Cette attitude perdura au fil des années si bien que même 25 ans après son mariage elle était décrite comme « complètement anglaise par ses goûts, ses valeurs et son attitude à tel point que son indépendance presque cynique constitue avec l'étiquette des cours germaniques le contraste le plus saisissant que j'ai jamais vu ». Augusta n'était pas appréciée en Brunswick également à cause du fait que ses fils aînés souffraient d'handicaps congénitaux.
Elle et Charles revinrent en Angleterre lors de sa première grossesse en 1764. Durant cette visite les époux furent acclamés par la foule dès qu'ils se montraient en public ce qui provoqua la méfiance de la cour. Sa belle-sœur la reine Charlotte leur refusa également plusieurs honneurs dont les saluts militaires. Cela dégrada la réputation du couple royal. Trente ans plus tard lors des négociations concernant le mariage de sa fille avec le Prince de Galles, elle confie au négociateur anglais James Harris que la reine Charlotte ne l'aimait pas de même que sa fille à cause d'une jalousie remontant à son séjour de 1764.
Augusta considérait sa résidence au Brunswick comme trop peu raffinée et s'ennuyait à la cour, particulièrement les étés lorsque son mari était absent. Une résidence privée, le Schloss Richmond (en), fut construite pour elle plus au sud à l'écart de la cour à Brunswick, là où elle passait la période estivale. Ce bâtiment construit par Carl Christoph Wilhelm Fleischer (de) fut nommé ainsi afin de lui rappeler l'Angleterre. Dans cette retraite, Augusta-Charlotte se divertit par la gastronomie, le partage de ragots et en jouant aux cartes ; elle reçoit souvent des invités anglais.
Bien qu'ayant contracté son mariage pour des raisons purement pragmatiques, Augusta-Charlotte apprécia au départ son mariage avec Charles : peu après la naissance de sa première fille elle écrivait : « Il n'y eut jamais deux êtres qui vécurent en meilleure harmonie que nous, et je me jetterais à travers l'eau et le feu pour lui" », il semble qu'elle n'ait à l'époque pas su que son mari la trompait à Londres.
En 1771-1772, Augusta-Charlotte fut invitée par sa mère en Angleterre. Elle se retrouva de nouveau en conflit avec sa belle-sœur Caroline à cette occasion ; elle ne fut pas autorisée à résider à Carlton House ou à St. James Palace, pourtant inoccupés, mais dut au lieu de cela loger dans une petite maison de Pall Mall. Les désaccords portaient entre autres sur l'étiquette, et la reine refusa de laisser Augusta-Charlotte parler à son frère le roi en privé. Selon Walpole, ce comportement était dû à la jalousie de la reine. Augusta Charlotte veilla sa mère sur son lit de mort durant cette visite et à son retour en Brunswick elle prolongea sa période de deuil, ce qui la conduisit finalement à se désintéresser de la vie à la cour.
Lorsque sa sœur Caroline-Mathilde de Hanovre fut exilée pour adultère à Celle non loin de Brunswick, Augusta-Charlotte alla très régulièrement lui rendre visite malgré la désapprobation de son mari et de sa belle-famille.
En 1777 Augusta annonce à Charles qu'elle abandonne la vie de cour pour se consacrer à l'éducation de ses enfants et à la religion avec l'évêque de Fürstenberg. L'une des raisons était sa désapprobation de l'installation à la cour de Louise Hertefeld, la maîtresse de son mari, ce qui n'avait pas été le cas avec Maria Antonia Branconi (en), sa maîtresse précédente.
En 1780 Charles succède à son père à la tête du duché, et Augusta-Charlotte devient duchesse consort.
La princesse suédoise Hedwige-Élisabeth-Charlotte la mentionne ainsi que sa famille à l'occasion d'une visite en août 1799 : « Notre cousin le Duc arriva le matin suivant. En tant que militaire, il a remporté de nombreuses victoires, il est spirituel, cultivé et est de compagnie agréable, mais il est cérémonial à un point difficilement concevable. On le dit sévère, mais c'est un bon père attentif aux besoins de son peuple. Après qu'il nous ait laissés, je rendis visite à la duchesse douairière (Philippine Charlotte de Prusse), la tante de mon mon consort. Elle est agréable, de haute éducation et très respectée, mais elle est maintenant si vieille qu'elle a pratiquement perdu la mémoire. J'ai ensuite rencontré la duchesse, sœur du roi d'Angleterre et typiquement anglaise. Elle est habillée de manière très austère, comme la femme d'un vicaire, et je suis sure qu'elle est admirablement pleine de qualités mais elle manque totalement de manières. Elle pose les questions les plus étranges sans considérer à quel point il peut être difficile et désagréable d'y répondre. La princesse héréditaire (Frédérica Louise d'Orange) et la princesse Augusta (Augusta Dorothée de Gandersheim) — sœur du Duc souverain — son venues la voir lorsque j'y étais. La première est charmante, adorable, spirituelle et intelligente, pas une beauté mais tout de même fort jolie. De plus on dit d'elle qu'elle s'occupe bien de son ennuyeux consort. La princesse Augusta est pleine d'esprit et d'énergie, et est très divertissante. [...] La duchesse et les princesse m'ont accompagnée à Richmond, la maison de campagne de la duchesse située un peu à l'écart de la ville. Elle est petite et charmante avec un joli petit parc, le tout en style typiquement anglais. Comme elle a elle-même fait construire la résidence, elle aime la montrer aux autres. [...] Les fils du couple ducal sont quelque peu particuliers. Le prince héritier (Charles Georg Auguste de Brunswick), gros et potelé, presque aveugle, étrange et bizarre — pour ne pas dire stupide — essaie d'imiter son père mais ne parvient qu'à se rendre artificiel et désagréable. Il parle tout le temps, ne sait pas ce qu'il dit, et est absolument insupportable. C'est surtout un pauvre être, qui aime sa consort au point de la vénérer et d'être complètement commandé par elle. L'autre fils, le prince Georg, est la personne la plus ridicule que l'on puise imaginer, et tellement bête qu'on ne peut jamais le laisser seul et qu'il doit toujours être accompagné par un serviteur. Le troisième est aussi décrit comme un original. Je ne l'ai pas rencontré, car il est avec son régiment. Le quatrième est le seul à être normal, mais lui aussi tourmente ses parents avec son comportement immoral »,.

## Dernières années
En 1806 lorsque la Prusse déclare la guerre à la France, le duc de Brunswick, âgé de 71 ans, est nommé commandant-en-chef de l'armée prussienne. Le 14 octobre de la même année, Napoléon bat l'armée prussienne à la bataille d'Iena ;  puis le même jour à la bataille d'Auerstaedt. Le duc de Brunswick est gravement blessé et meurt peu après. La duchesse de Brunswick fuit avec deux de ses enfants et une belle-fille à Altona. Elle reste avec sa belle-fille Marie de Bade au chevet de son mari jusqu'à sa mort. Son autre belle-fille, Louise d'Orange-Nassau, part en Suisse avec sa mère. L'avancée de l'armée française pousse Augusta et Marie à fuir dès la mort de Charles.
Elles sont invitées en Suède par le beau-frère de Marie Gustave IV Adolphe. Marie accepte l'offre et part pour la Suède, tandis qu'Augusta part pour Augustenborg, petite ville de l'est du Jutland. La duchesse de Brunswick y reste avec sa nièce Louise Augusta de Danemark, fille de sa sœur Caroline-Mathilde de Hanovre jusqu'à ce que son frère George III revienne finalement sur sa position en septembre 1807 et l'autorise à venir à Londres. Elle vécut finalement à Blackheath (Greenwich) avec sa fille Caroline avec laquelle elle se brouille peu après. La duchesse de Brunswick finit sa vie à Blackheath et meurt en 1813 à l'âge de 75 ans.

## Titres et armoiries

### Titres
- 31 juillet 1737 – 16 janvier 1764 : Son Altesse Royale la princesse Augusta[11]
- 16 janvier 1764 – 26 mars 1780 : Son Altesse Royale la duchesse héréditaire de Brunswick-Lüneburg, princesse de Grande-Bretagne et d'Irlande, princesse de Hanovre
- 26 mars 1780 – 10 novembre 1806 : Son Altesse Royale la duchesse de Brunswick-Lüneburg
- 10 novembre 1806 – 23 mars 1813 : Son Altesse Royale la duchesse douairière de Brunswick-Lüneburg

### Armoiries
L'usage des armoiries du royaume fut octroyé à Augusta-Charlotte, différenciées en ajoutant cinq points d'argent formant une croix.

## Descendance
Le couple a eu 7 enfants :
| Nom                                               | Date de naissance | Date de décès     | Notes                                                              |
| ------------------------------------------------- | ----------------- | ----------------- | ------------------------------------------------------------------ |
| Augusta de Brunswick-Wolfenbüttel                 | 3 décembre 1764   | 27 septembre 1788 | mariée en 1780 à Frédéric Ier de Wurtemberg ; a eu une descendance |
| Charles-Georges-Auguste de Brunswick-Wolfenbüttel | 8 février 1766    | 20 septembre 1806 | marié en 1790 à Louise d'Orange-Nassau ; pas de descendance        |
| Caroline de Brunswick                             | 17 mai 1768       | 7 août 1821       | mariée en 1795 à George IV; a eu une descendance                   |
| Georg Wilhelm Christian                           | 27 juin 1769      | 16 septembre 1811 | malvoyant et handicapé mental; exclu de la succession              |
| August                                            | 18 août 1770      | 18 décembre 1822  | malvoyant et handicapé mental; exclu de la succession              |
| Frédéric-Guillaume                                | 9 octobre 1771    | 16 juin 1815      | marié en 1802 à Marie de Bade ; a eu une descendance               |
| Amélie Caroline Dorothée Louise                   | 22 novembre 1772  | 2 avril 1773      |                                                                    |